# Село при Панцах
Село при Панцах (словен. Selo pri Pancah) је насељено место у оквиру градске општине Љубљана, Средњесловенска регија, Словенија.

## Историја
До територијалне реорганизације у Словенији било је у саставу града Љубљане, односно старе општине Мосте-Поље.

## Становништво
На попису становништва из 2021. године, Село при Панцах је имало 44 становника.
| Број становника према пописима | Број становника према пописима | Број становника према пописима | Број становника према пописима |
| ------------------------------ | ------------------------------ | ------------------------------ | ------------------------------ |
| 1991                           | 2002                           | 2011                           | 2021                           |
| 52                             | 58                             | 54                             | 44                             |